# 大衆演劇
大衆演劇（たいしゅうえんげき）とは、日本の演劇におけるジャンルの一つ。一般大衆を主な観客とする娯楽性を重視した演劇のことで、剣劇、軽演劇、レビュー、ミュージカル、ストリップなどが当てはまるが、移り気な大衆の嗜好に依拠するため、明確な基準が存在しない。今では伝統芸能とされる歌舞伎や人形浄瑠璃も、その成立まで遡れば大衆演劇と言える。昭和20年代に当時「寄席芝居」や「旅芝居」と呼ばれていた劇団が、自らの劇を「大衆演劇」と自称するようになり、1970年代に一般に定着した。本項では、主にその狭義の大衆演劇について記述する。

## 概要
数名から数十名の規模で形成された劇団によってそれぞれ運営・実施される。劇団の主催者は座長（ざちょう）と呼ばれ、世襲されることが多い。しかし、他の伝統芸能のような、確立した特定の家元・流派・名跡は存在しない。
一座の多くが、ごく近しい血縁者で構成されている。座長の子は、1歳から3歳ほどの幼い頃に初舞台を踏み、楽屋を我が家とし、一座の中で成長していく。やがて役者として座長を継ぎ、または一役者として舞台を踏み、あるいは独り立ちする。時には血縁者の座長を盛り立てたりと、その身内の絆は強い。
最近は専用の芝居小屋は少なくなり、もっぱら温泉宿やホテルのホールや大広間での公演となっている。しかし、九州や四国地方では未だ盛んである。

## 舞台について
大衆演劇の舞台は、ミニショー、お芝居、舞踊と歌謡ショーの三部構成が基本であるが、劇団により、またその時々により、さまざまな違いがある。
芝居：人情劇や剣劇（時代劇など）が演じられる。
『忠臣蔵』・『国定忠治』・『清水次郎長』といった歌舞伎・新派劇・新劇の演目が多い。
歌謡ショー／舞踊ショー：劇団に属する役者が歌うあるいは踊るショー。
日舞を基本とし演歌や歌謡曲にのせて踊る、あるいは歌う。
東京、大阪、九州では芸風が全く異なっており、例えば東京で受けたものが東京以外で受け入れられるとは限らない。
公演終了後には劇団員が総出で退出する観客を見送る送り出しが行われ、観客と演者との一体感を醸成するのに役立っている。ショーのとき、贔屓のお客さんから「お花」と呼ばれるご祝儀（一万円札や五千円札をつなぎ合わせてレイにして役者の首にかけたり、扇状にして胸元にさしたりする）を貰うことがある。
女形に注目されがちであるが、女性座長や女優もおり、舞台を彩っている。

## 歴史
各地を巡業していた旅役者の流れを汲む。

### 江戸時代
数多く存在した旅役者の一座のうち、江戸においては中村座・市村座・河原崎座のみ、官許され常設の芝居小屋を持つことができた。この江戸三座を「大芝居」と呼ぶ。これに対し、寺社境内などで演じられたものを「小芝居」と呼ぶ。江戸の他、大阪・京都でも上記のような大芝居、小芝居の区別が生じた。
大芝居が幕府の保護あるいは監視のもと、伝統と格式を追求し練り上げていくのに対し、小芝居は伝統や格式よりも、より派手に見世物的に演じることを主体とし、庶民に娯楽を提供する傾向にあった。
大芝居、小芝居とは別に、江戸・京都・大阪の3都市以外で全国を回る旅役者も変らず存在していた。これらは「旅芝居」と呼ばれた。

### 明治時代から戦前
開国した日本は「諸外国に誇れる総合芸術を」と大芝居に目を向け、また大芝居側もより堅実で高度な芝居をしたいという、双方の利害が一致し、大芝居の近代化が図られた。こうして、明治初年から20年代にかけて演劇改良運動が起こる。大芝居は明治政府と松竹により保護、「国劇」と認知され、大芝居とその他亜流（小芝居、旅芝居）の明確な線引きが生まれることになる。大芝居は「大歌舞伎」、小芝居は「中歌舞伎」という呼び名がここで生まれた。大歌舞伎はこの後、今日の「歌舞伎」へと進化していく。
演劇改良運動の急激な改革に反発、あるいは零れ落ちた大芝居の役者達の小芝居・旅芝居や新たな一座を立ち上げる流れや、江戸時代から盛んだった地方部の農村歌舞伎のセミプロの流れが、離合集散し全国を巡業した。明治中期に新派、仁輪加、浪花節の旅一座などと時折合同公演を行ううち、節劇が生まれた。
大正末期から一角の繁栄を築いていた一方、大阪はじめ西日本では（九州では特に）「節劇」と呼ばれる浪花節を舞台回しに使う演劇が流行していた。
新劇と呼ばれるもののうち、澤田正二郎の劇団「新国劇」は大衆演劇の直接の起源の一つとされている。1919年（大正8年）発表の『月形半平太』・『国定忠治』によって確立した剣劇は、今まで小芝居・旅芝居で演じられてきた歌舞伎の形式・形を踏まえつつも殺陣を用いた「チャンバラ時代劇」であった。そして1928年（昭和3年）、大衆作家と呼ばれた長谷川伸が新国劇に書き下ろした『沓掛時次郎』・『股旅草鞋』によって股旅物が確立する。
この剣劇・股旅物を主として演じる小芝居・旅芝居の役者・劇団が、「大衆演劇」と呼ばれ始めるのはこの頃からである。

### 大衆演劇の黄金時代
大衆演劇の黄金時代は、1935年（昭和10年）から1941年（昭和16年）、そして第二次世界大戦後の1945年（昭和20年）から1953年（昭和28年）頃まで続いたと言われる。最盛期には日本全国に600を越える劇場があり。劇団関係者の間で自らの演劇のことを「大衆演劇」と呼称するようになったのも昭和20年代のこととされている。

### 戦後から現代
1953年（昭和28年）にテレビ放送が開始されると急激にその人気は低迷していった。例えば関西では1960年には55館あった常打ちの劇場が、1965年には20館、1973年には5館にまで減っていた。これに危機感を覚え、東京・大阪・九州の各劇団が相互扶助のために3つの団体を発足。即ち、「東京大衆演劇劇場協会」・「関西大衆演劇親交会」・「九州演劇協会」の3つである。
1977年（昭和52年）に浅草木馬館に大衆演劇の常打ち小屋である篠原演芸場が出来、また1982年（昭和57年）に放送された連続ドラマ『淋しいのはお前だけじゃない』に出演した「下町の玉三郎」こと梅沢劇団梅沢富美男の人気により、大衆演劇がマスコミの注目を浴び、再び世間に広く知られるようになった。
2020年に新型コロナウイルス感染症が広がり緊急事態宣言発令後されると、大衆演劇の公演も中止を余儀なくされた。多くの劇団が収入源を絶たれて経営危機に直面した。

## 公演場所
大衆演劇の公演場所は常設の劇場の他、各地の温泉センターや健康ランド、身近な場所として市民ホールなどがある。
- 劇場：大衆演劇専門の芝居小屋のこと。通称常打ち小屋と呼ばれている。2007年現在、日本全国に25か所ある。
- センター：健康ランド、ホテルや旅館など劇場以外でステージを有する場所のこと。
- 市民ホール、町民ホールなど

## 大衆演劇のスター
- 梅沢富美男：「下町の玉三郎」の通称で知られる。
- 嘉島典俊：「チビ玉」の通称で知られる。
- 沢竜二：「演劇の神」の通称で知られる。
- 松井誠：「生きる博多人形」の通称で知られる。
- 大川良太郎：「平成の良太郎」の通称で知られる。
- 早乙女太一：「流し目王子」の通称で知られる。
- 橘大五郎：「大衆演劇界のニューヒーロー　天才女形」の通称で知られる。橘菊太郎劇団　三代目座長
- 烏丸遊也：「異例の若丸一門」として知られる。若丸一門 劇団時遊座長
- 小林真：「マコ様」の愛称で知られる。小林劇団の総座長
- 里見要次郎：「ようちゃん」の愛称。岡山市北区の中心地に後楽座を設立。
- 不動倭：「シアターYOROKOBIをオープン」活動は多岐に渡る

## 主な演目
- 忠臣蔵
- 四谷怪談
- 怪猫
- 国定忠治
- 文七元結
- 滝の白糸
- 瞼の母
- 清水の次郎長
- 婦系図
- 明治一代女

参考資料：『大衆演劇お作法』。

## 著名な劇場

### 営業中の劇場
東北
康楽館（秋田県鹿角郡小坂町）
関東
篠原演芸場（東京都北区中十条）　※1951年開場
浅草木馬館大衆劇場（東京都台東区浅草、浅草奥山）　※1977年開場
立川けやき座（東京都立川市）　※2015年開業
みのりの湯（千葉県柏市十余二）
三吉演芸場（神奈川県横浜市南区）
大島劇場（神奈川県川崎市川崎区大島）
中部
古町演芸場（新潟県新潟市）
金沢おぐら座（石川県金沢市）
ぎふ葵劇場（岐阜県岐阜市柳ヶ瀬）
清水ヒカリ座（静岡市清水区）※2018年11月1日オープン
近畿
シアターYOROKOBI（大阪府吹田市江坂）
浪速クラブ（大阪府大阪市浪速区、新世界）
朝日劇場（大阪府大阪市浪速区、新世界）
鈴成座（大阪府大阪市西成区）
梅南座（大阪府大阪市西成区）
オーエス劇場（大阪府大阪市西成区）
明生座（大阪府大阪市生野区）
満座劇場（大阪府大阪市城東区）
羅い舞座　京橋劇場（大阪府大阪市都島区）
梅田呉服座（大阪府大阪市北区）
木川劇場（大阪府大阪市淀川区）
此花演劇館（大阪府大阪市此花区）
堺東 羅い舞座（大阪府堺市堺区）
池田呉服座（大阪府池田市）
尼崎中央 天満座（兵庫県尼崎市）
千成座（座 三和スタジオ）（兵庫県尼崎市）
新開地劇場（兵庫県神戸市兵庫区、新開地）
弁天座（奈良県大和高田市）
御所 羅い舞座（奈良県御所市）
大衆演劇七福座（和歌山県和歌山市）
中国
後楽座（岡山県岡山市）
湯迫温泉白雲閣（岡山県岡山市）
桃太郎温泉（岡山県岡山市）
瀬戸大橋温泉やま幸（岡山県倉敷市）
四国
松山劇場（愛媛県松山市）
九州
飯塚セントラル劇場（福岡県飯塚市）
嘉穂劇場（福岡県飯塚市）
博多新劇座（福岡県福岡市）
ぶらり劇場太平楽(福岡県築上郡)
ぶらり劇場別府座(大分県別府市)
きつき衆楽観（大分県杵築市）
八千代座（熊本県山鹿市）
片岡演劇道場（熊本県熊本市）

### 閉館した劇場
東北
信州大勝館（長野県千曲市上山田温泉）　※2017年閉館
関東
浅草大勝館（東京都台東区浅草、浅草公園六区）　※2007年、老朽化により閉館。
湯宴ランド (東京都江戸川区小岩)　※2016年、再開発と老朽化により閉館。
湯ぱらだいす佐倉（千葉県佐倉市 JR佐倉駅前）　※2020年に閉館。
中部
豊富座（岐阜県岐阜市）　※2011年に閉館。同年、ぎふ葵劇場として再開。
鈴蘭南座（名古屋市）　※1954年開館、2016年閉館。
三条東映（新潟県三条市）　※大正時代に創業した東映ムービル（三条市）によって昭和期に映画館として開館。2000年頃には閉館状態となった。
九州
阿蘇劇場喜楽座（熊本県阿蘇郡南阿蘇村）※2016年、熊本地震により閉館。
ヤングセンター（大分県別府市）　※2020年3月30日で閉館

## 大衆演劇を題材とした作品
- 『淋しいのはお前だけじゃない』（TBS）
- 『いちばん太鼓』（NHK連続テレビ小説）
- 『ワンハート〜この空の下で〜』（TBS）
- 『旅役者の唄』：霧島昇の楽曲

## 国際的視点
タイには「リケー」という大衆演劇に似たものがある。